# Komsomolʹsʹke (Simferopol)
|  | Per a altres significats, vegeu «Komsomólskoie». |

Komsomolʹsʹke (en ucrainès: Комсомольське, Бакачик-Кият, Bakaxik-Kíiat, en tàtar de Crimea: Komsomolskoye, en rus: Комсомольское) és un assentament de tipus urbà (possiólok) de la República Autònoma de Crimea, a Ucraïna (des de 2014 il·legalment ocupada per Rússia). El 2014 tenia 4.892 habitants. Pertany al districte de Simferopol.
El nom del assentament honora el Komsomol, l'organització juvenil del Partit Comunista de la Unió Soviètica (PCUS) i encara s'ha de canviar d'acord amb la «Llei sobre la condemna dels règims totalitaris comunistes i nacionalsocialistes (nazis) a Ucraïna i la prohibició de la propaganda dels seus símbols»